# Robeat

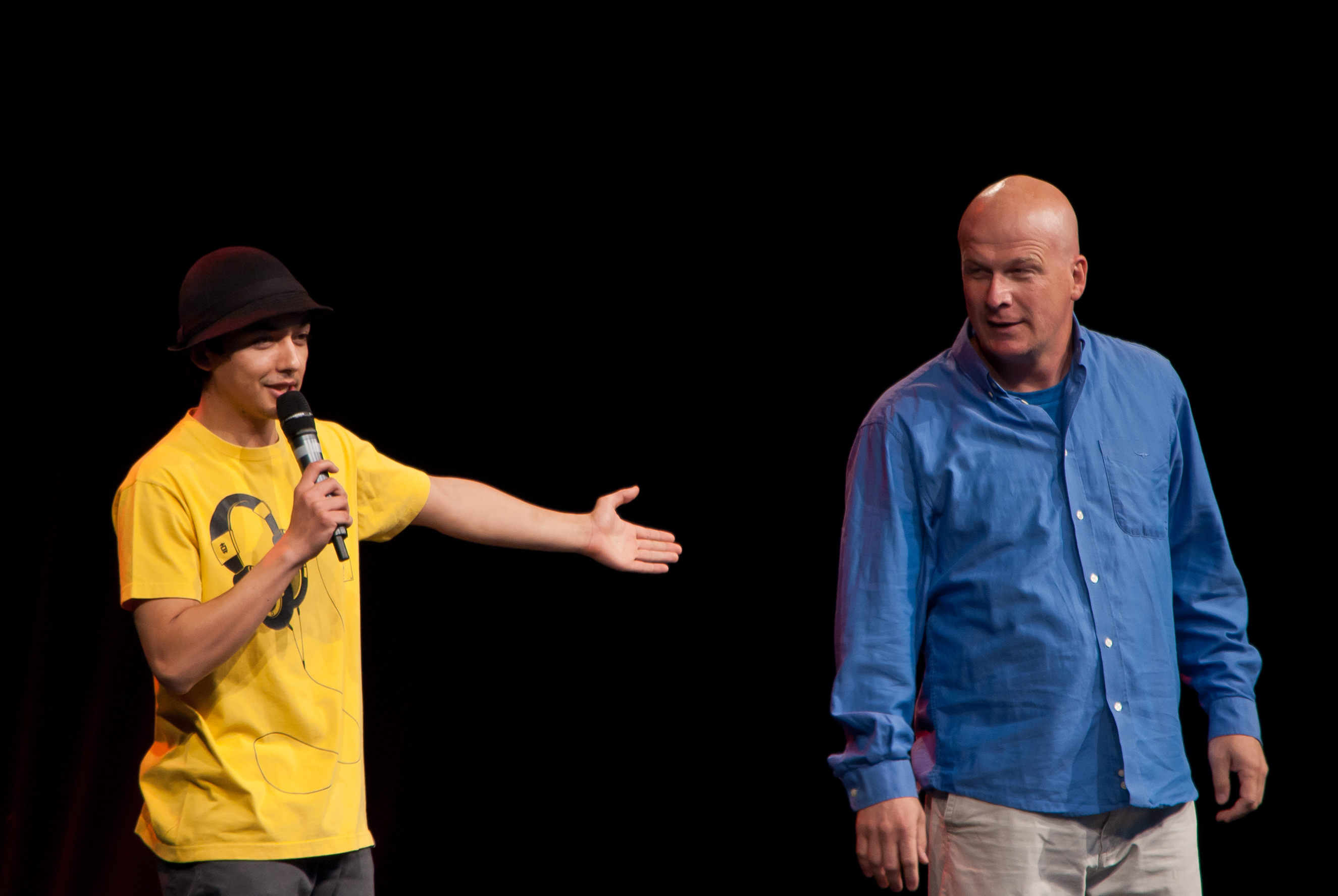
„KaiRo“: Robert Wolf alias Robeat (links) mit Kai Eikermann beim Comedy Arts Festival in Moers (August 2012)

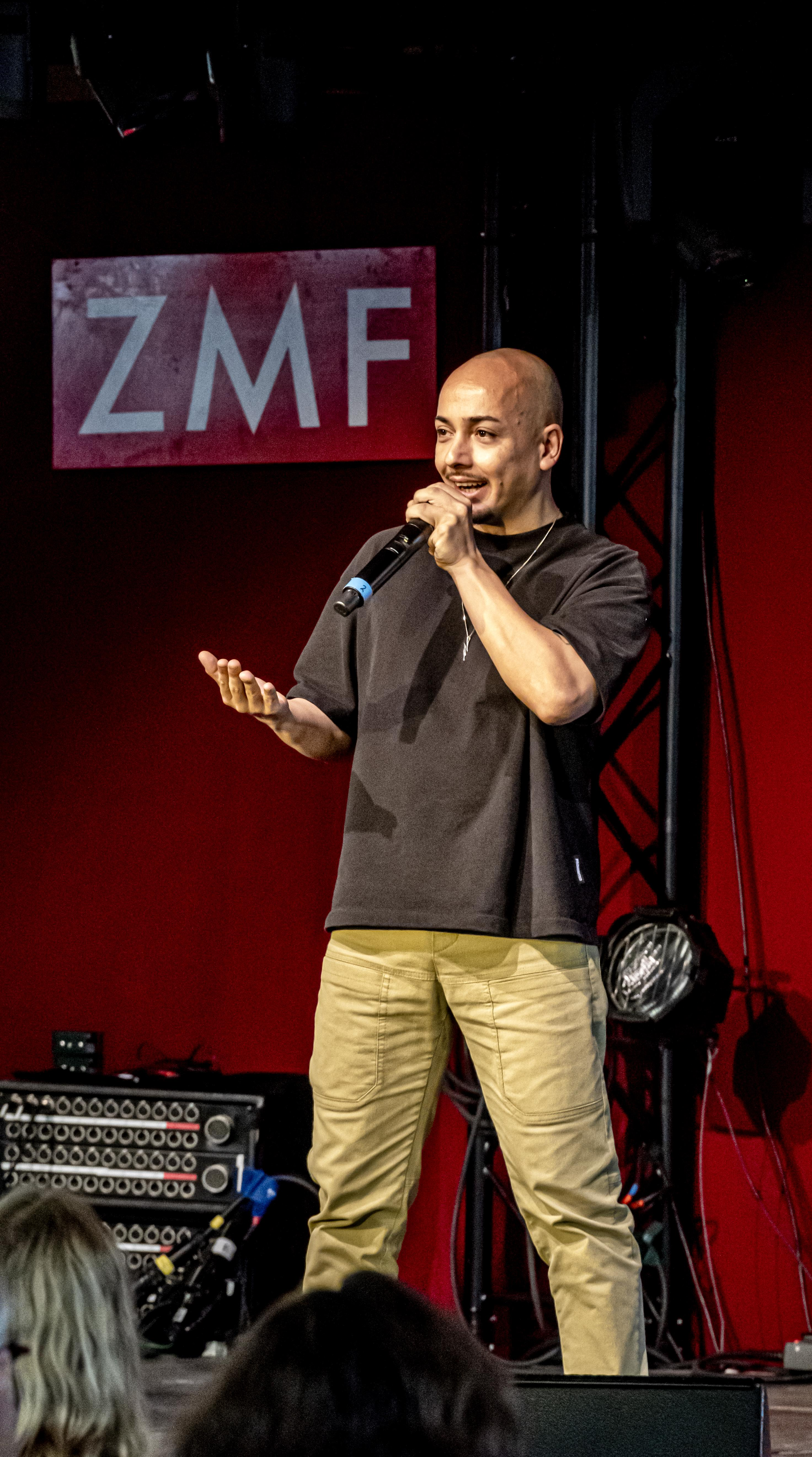
Robeat auf der Klassikmatinee des ZMF 2023

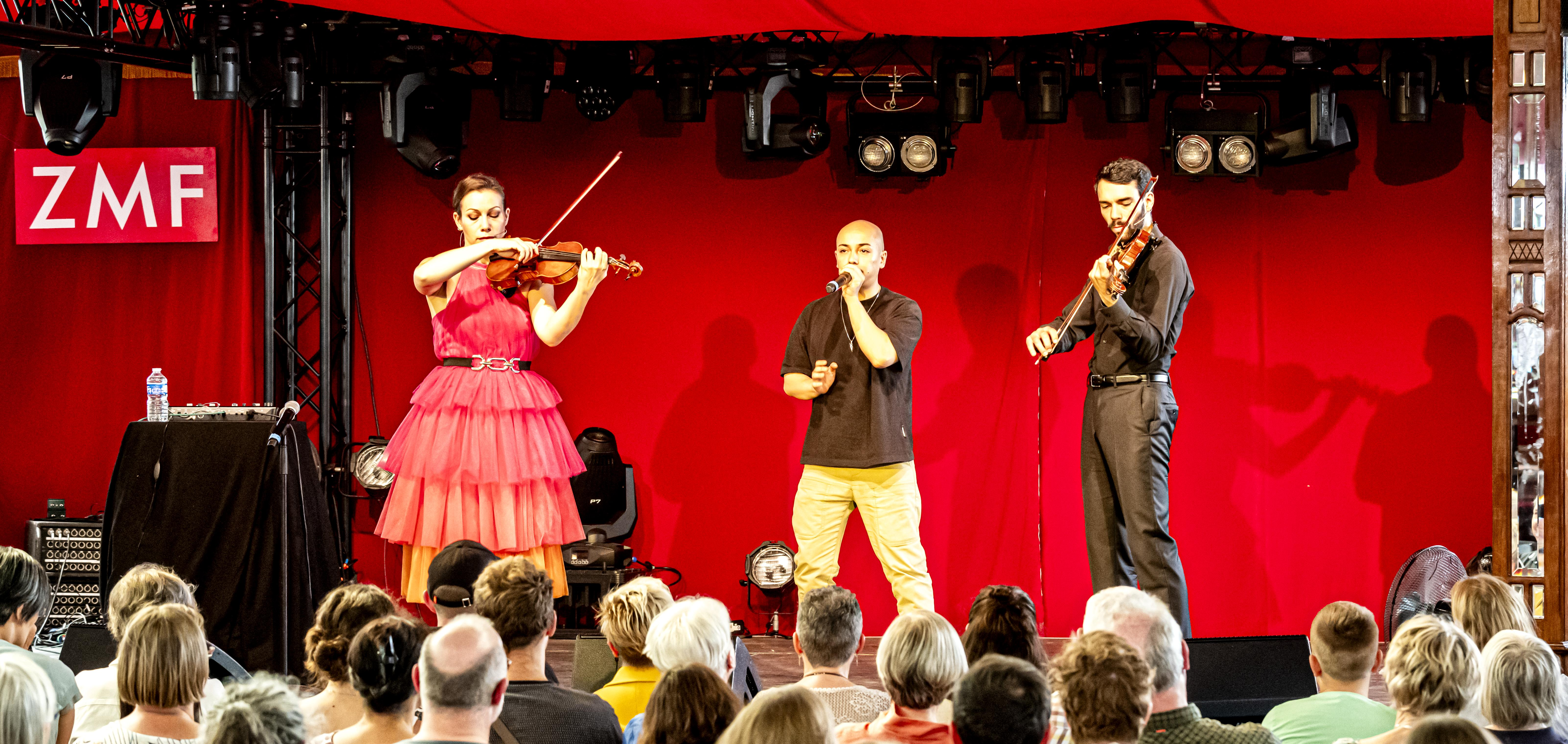
The Twiolins und Robeat auf der Klassikmatinee des ZMF 2023

Robeat, bürgerlich Robert Wolf (* 19. Februar 1989 in Stuttgart), ist ein deutscher Beatboxing-, Soundeffekt- und Mundakrobatik-Künstler.

## Biografie
Robeat trat erstmals 2007 im Rahmen der Talentshow Das Supertalent auf, bei der er im Finale den dritten Platz belegte. Im selben Jahr stand er auch bei der 5. Deutschen Beatboxmeisterschaft im Finale, musste sich jedoch gegenüber dem Berliner Beatboxer Mando mit dem 2. Platz zufriedengeben. Kurz darauf bekam er einen Auftritt bei stern TV unter Günther Jauch, wobei er die Titelmusik der Sendung beatboxte.
Robeat begann ca. 2002 mit dem Beatboxing und startete seine Karriere 2006 als Beatboxer, Mundakrobat, Musiker und Entertainer. Nach seiner Finalteilnahme bei Das Supertalent begann er im Jahre 2007 seine Solokarriere mit seinem Programm „Universal Beatbox“. Es folgten Auftritte bei den HipHop Open, bei The Dome 44 in Graz und vor 12.000 Zuschauern bei der Radio-Energy-Tour in Stuttgart. Nach seinen Auftritten mit dem GOP Varieté Theater Hannover startete er das Projekt „KaiRo“, zusammen mit dem Popping-Bewegungskünstler Kai Eikermann.
2011 verlor Robeat erneut das Finale der mittlerweile 6. Deutschen Beatboxmeisterschaft gegen den aus Marburg stammenden Babeli. Beide zusammen hatten kurz darauf einen Auftritt bei TV total.
Gemeinsam mit Babeli und den Beatboxern Mando und Chlorophil bilden die vier Beatboxer das Team Deutschland. Bei der europäischen Beatboxmeisterschaft („La Cup“) konnten sie 2013 den Europameister-Titel holen.
2014 musste sich Robeat im Finale der 8. Deutschen Beatboxmeisterschaft gegen Kevin O Neal aus Dortmund geschlagen geben. Somit ist Robeat derzeit 3-facher nationaler Vizemeister.
Im Mai 2015 war Robeat nochmals bei TV total in der Sendung. Am 29. und 30. Mai 2015 fand die 4. Beatbox-Weltmeisterschaft (nach 2005, 2009 und 2012) statt. Dort schaffte es Robeat jedoch nicht über die sogenannte „Elimination Round“ mit 99 Teilnehmern in der Kategorie „Men Battle (Solo)“ hinaus. Das Team Deutschland (u. a. mit Robeat), welches 2013 den Europameister-Titel holen konnte, trat hierbei in der sogenannten „Crew Elimination Round“ neben elf weiteren Teams auf.
Im Juli 2023 trat er in der Klassikmatinee des Zelt-Musik-Festivals zusammen mit dem Geigenduo The Twiolins auf.

## Filmografie
- 2009: Freche Mädchen 2
- 2011: Die Superbullen

Cartoon Network produziert unter dem Titel „Cartoon Network Beatbox mit Robeat“ eine wöchentliche Fernsehsendung mit Robert Wolf, deren zweite Staffel 2010 gedreht und 2011 gesendet wurde. Beide Staffeln gibt es in Form der „Robeat Beatbox LernDVD“ mit einer Gesamtlaufzeit von 103 Minuten.

## Auszeichnungen
- 2007 – Heilbronner Lorbeere auf dem Gaffenberg Festival
- 2010 – Förderpreis des Kleinkunstpreis Baden-Württemberg „für seine einzigartige Mundakrobatik“
- 2011 – Desimos Spezial Club: Publikumspreis
- 2012 – Förderpreis des Internationalen ComedyArts Festivals „für das innovative Projekt KaiRo“
- 2017 – Solistenpreis des Schwarzwald Musikfestivals